# Телескоп Всемирной выставки в Париже 1900 года
Телескоп Всемирной выставки в Париже 1900 года — крупнейший из когда-либо созданных телескопов-рефракторов. Объектив — двухлинзовый ахромат. Диаметр объектива составлял 1,25 м. Телескоп был создан специально для экспозиции на Всемирной выставке в Париже 1900 года. В качестве астрономического инструмента телескоп практически не использовался. По окончании выставки разобран.

## Конструкция телескопа
Диаметр двухлинзового объектива-ахромата составлял 1,25 м, фокусное расстояние - 57 метров. Длина трубы превышала 60 метров. Объектив предназначался для визуальных наблюдений, а для работы в качестве астрографа он мог быть заменён другим объективом, исправленным для фотографических наблюдений. По причине значительной массы объектива и длины трубы установка телескопа на традиционной экваториальной монтировке представлялась невозможной, и было решено установить телескоп неподвижно и горизонтально. Наведение на небесные объекты осуществлялось с помощью отдельного сидеростата (плоского поворотного зеркала диаметром 2 метра, отражавшего свет в неподвижный объектив). Фокусировка осуществлялась подвижкой окулярной части по направляющим рельсам. При увеличении 500х угловое поле зрения инструмента составляло 3 угловых минуты.

## История создания телескопа
Зеркало сидеростата и линзы объектива были изготовлены фирмой Gautier Company, а стеклянные заготовки для них отлил Эдуар Мантуа. К началу выставки был готов только фотографический объектив; из-за опоздания с полировкой линз второй, визуальный объектив, не был закончен вовремя и выставлялся на экспозиции рядом с телескопом.

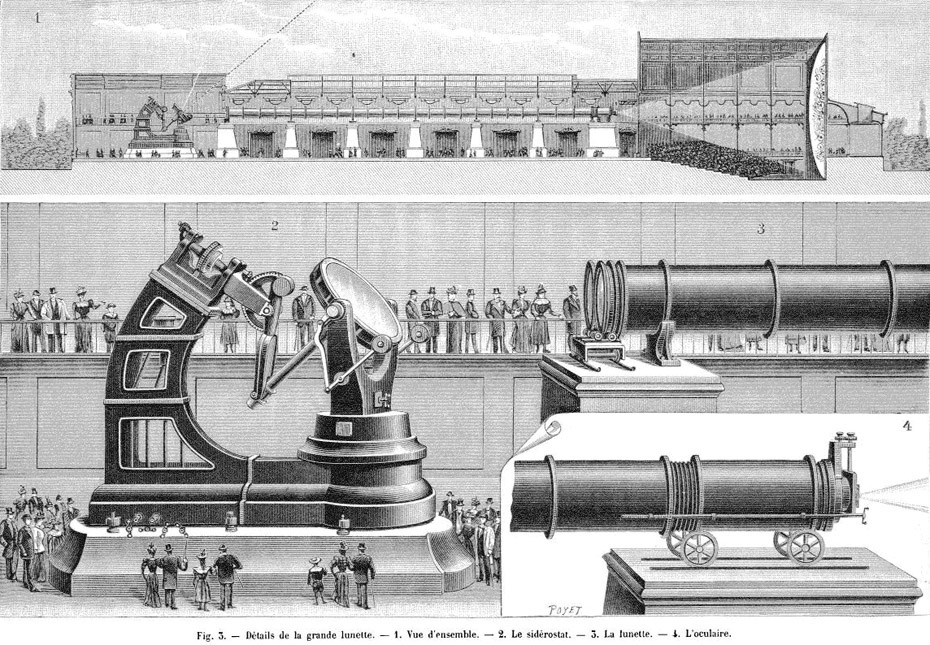

## Демонстрация
Телескоп был смонтирован в отдельном здании, именовавшемся «Дворец оптики» (Palais de l’Optique) на Марсовом поле, недалеко от Эйфелевой башни. Труба была сориентирована по линии север-юг и состояла из двадцати четырёх цилиндрических секций диаметром 1,5 м. Ось трубы располагалась в семи метрах над полом здания. Рекламный плакат предлагал публике «полюбоваться Луной с расстояния 1 метра».

## Астрономические наблюдения
В астрономических целях телескоп использовался лишь несколько раз, будучи, строго говоря, мало к этому приспособленным. Астроном Теофиль Морё (1867—1954) провёл наблюдения и зарисовки солнечных пятен. Эжен Антониади сделал несколько зарисовок туманностей. Шарль Ле Морван (1865—1933) фотографировал Луну, фото были опубликованы в журнале Strand Magazine, ноябрь 1900.

## Судьба телескопа
Компания, организованная для строительства телескопа в 1886 году, объявила о банкротстве сразу по окончании выставки. В 1909 г. телескоп выставили на аукцион. Покупателя не нашлось, и телескоп разобрали на слом. Зеркало сидеростата выставлено в Парижской обсерватории как часть исторической экспозиции; два объектива, упакованные в ящики, хранятся там же, в подвальных помещениях.